# Landry Fields
Pour les articles homonymes, voir Fields.
Landry Fields, né le 27 juin 1988 à Long Beach en Californie, est un joueur et dirigeant américain de basket-ball.

## Biographie
Jouant au poste d'arrière, il évolue en universitaire avec les Cardinals de l'université Stanford de 2006 à 2010.
Après avoir été drafté au second tour, en 39e position, il devient une des révélations du début de saison 2010-2011 où il s'impose dans le cinq des Knicks de New York. Il est désigné meilleur débutant de la conférence Est pour les mois de novembre et décembre.
Le 18 février 2011, il participe au Rookie Challenge lors du NBA All-Star Game 2011 disputé à Los Angeles. Évoluant avec l'équipe des rookie, il s'impose face à l'équipe des deuxièmes années, ou sophomores, sur le score de 148 à 140. À la fin de sa première saison dans la ligue, il est élu dans le premier cinq des débutants, le NBA All-Rookie First Team.
Restricted free agent (agent libre), il reçoit une proposition des Raptors de Toronto qu'il accepte le 3 juillet 2012. Toutefois, les Knicks ont la possibilité de s'aligner sur l'offre de la franchise canadienne pendant deux jours à partir de la date officielle du début des transferts NBA, le 11 juillet. Le 15 juillet 2012, il devient officiellement membre des Raptors de Toronto pour une durée de trois ans et 20 millions de dollars, les Knicks n'ayant pas souhaité surenchérir sur l'offre des Raptors. 
Pendant les trois saisons suivantes, il ne joue que 81 rencontres en raison de blessures, et est laissé libre à l'issue de la saison 2014-2015. De nouveau blessé, il ne trouve pas de club et rate l'intégralité de la saison suivante, avant d'être engagé comme scout par les Spurs de San Antonio, mettant fin, de facto, à sa carrière.
En 2020, Fields devient l'adjoint de Travis Schlenk (en), general manager et président des opérations basket-ball des Hawks d'Atlanta. En juin 2022, Fields est promu general manager des Hawks tandis que Schlenk reste président des opérations basket-ball.
Lors de la saison 2024-2025, les Hawks sont éliminés lors du play-in tournament. Fields est licencié et remplacé par Onsi Saleh (en).

## Records personnels sur une rencontre NBA
Les records personnels de Landry Fields, officiellement recensés par la NBA sont les suivants :
| Type de statistique        | Saison régulière | Saison régulière       | Saison régulière | Playoffs | Playoffs          | Playoffs    |
| Type de statistique        | Record           | Adversaire             | Date             | Record   | Adversaire        | Date        |
| -------------------------- | ---------------- | ---------------------- | ---------------- | -------- | ----------------- | ----------- |
| Points                     | 25               | Sixers de Philadelphie | 6 février 2011   | 12       | @ Heat de Miami   | 9 mai 2012  |
| Paniers marqués            | 10               | 3 fois                 |                  | 5        | Heat de Miami     | 3 mai 2012  |
| Paniers tentés             | 16               | @ Kings de Sacramento  | 31 décembre 2011 | 8        | Heat de Miami     | 3 mai 2012  |
| Paniers à 3 points réussis | 5                | Sixers de Philadelphie | 6 février 2011   | 1        | Heat de Miami     | 3 mai 2012  |
| Paniers à 3 points tentés  | 7                | Sixers de Philadelphie | 6 février 2011   | 3        | Heat de Miami     | 3 mai 2012  |
| Lancers francs réussis     | 9                | @ Bobcats de Charlotte | 26 mars 2011     | 2        | 2 fois            |             |
| Lancers francs tentés      | 12               | @ Bobcats de Charlotte | 26 mars 2011     | 3        | @ Heat de Miami   | 9 mai 2012  |
| Rebonds offensifs          | 6                | Bobcats de Charlotte   | 11 janvier 2013  | 2        | Heat de Miami     | 3 mai 2012  |
| Rebonds défensifs          | 12               | @ Nuggets de Denver    | 16 novembre 2010 | 4        | 2 fois            |             |
| Rebonds totaux             | 17               | @ Nuggets de Denver    | 16 novembre 2010 | 5        | @ Heat de Miami   | 9 mai 2012  |
| Passes décisives           | 7                | 3 fois                 |                  | 3        | Celtics de Boston | 22 mai 2011 |
| Interceptions              | 5                | Pistons de Détroit     | 31 janvier 2012  | 3        | @ Heat de Miami   | 9 mai 2012  |
| Contres                    | 2                | 5 fois                 |                  | 1        | 4 fois            |             |
| Balles perdues             | 6                | Cavaliers de Cleveland | 31 mars 2012     | 3        | 3 fois            |             |
| Minutes jouées             | 51               | @ Pistons de Détroit   | 28 novembre 2010 | 34       | Heat de Miami     | 3 mai 2012  |

- Double-double : 15 (au 30/12/2014)
- Triple-double : aucun.

## Palmarès
- NBA All-Rookie First Team en 2011.
- Rookie des mois d'octobre-novembre et décembre 2011 pour la Conférence Est[1].